# Ola Ullsten
Ola Ullsten (Umeå, 1931. június 23. – Öja, 2018. május 28.) svéd politikus, diplomata. Svédország miniszterelnöke (1978–1979).

## Élete
1958 tavaszán csatlakozott a Svédországi Fiatal Liberálisokhoz és a Liberálisokhoz. 1962 és 1964 között a Fiatal Liberálisok vezetője volt. 1964-ben parlamenti képviselővé választották.
1978 és 1983 között a Liberálisok pártvezetője volt. 1978. október 18. és 1979. október 12. között Svédország miniszterelnöke volt. 1979 és 1982 között külügyminiszterként és közben 1980 és 1982 között miniszterelnök-helyettesként is tevékenykedett.
1984 és 1995 között diplomataként dolgozott. 1984 és 1989 között Kanadában volt nagykövet, de 1985-től a Bahama-szigetekre is volt akkreditációja. 1989-ben Olaszországban lett nagykövet és 1992-től az albániai képviselet vezetését is ellátta. Római és tiranai megbízása 1995-ben ért véget.